# Isa Gambar
Isa Yunis oğlu Gambar (en azerí: İsa Yunis oğlu Qəmbər; Bakú, RSS de Azerbaiyán, 24 de febrero de 1957) es un político azerí, quien se desempeñó como presidente de su país de forma interina entre el 19 de mayo de 1992 al 16 de junio de 1992. Fue líder del partido de oposición Müsavat desde 1992 hasta 2014.

## Biografía
Isa Gambar nació el 24 de febrero de 1957 en Bakú, hijo del químico Yunis Gambarov. En 1974 ingresó a la Facultad de Historia de la Universidad Estatal de Bakú, de la cual se graduó en 1974. Trabajó en el Centro de Ciencias Najicheván de la Academia Nacional de Ciencias de Azerbaiyán entre 1979 y 1982, y en el Instituto de Estudios Orientales entre 1982 y 1990.
Fue uno de los fundadores del Partido del Frente Popular de Azerbaiyán en 1989, y fue miembro de la primera junta. Posteriormente fue vicepresidente de dicho partido. Fue elegido presidente de Müsavat en noviembre de 1992.
En mayo de 1992, el presidente Ayaz Mutallibov fue forzado a abandonar su cargo. Gambar se convirtió en presidente de la Asamblea Nacional de Azerbaiyán y a su vez presidente interino de Azerbaiyán hasta las elecciones celebradas en junio. Continuó presidiendo la Asamblea Nacional hasta su renuncia el 13 de junio de 1993.
Se postuló como candidato en las elecciones presidenciales de 2003, en las cuales obtuvo el 13,97% de los votos. Su principal rival, Ilham Aliyev, obtuvo el 76,84% de los votos. Las acusaciones de fraude electoral desencadenaron diversas protestas.
Gambar y Müsavat participaron en las protestas de 2011, uniéndose con otros grupos de oposición para manifestarse a pesar de la prohibición del gobierno.